# Montassar Talbi
Montassar Omar Talbi (arab. ‏منتصر الطالبي‎, ur. 26 maja 1998 w Paryżu) – tunezyjski piłkarz, występujący na pozycji środkowego obrońcy we francuskim klubie FC Lorient oraz reprezentacji Tunezji.

## Sukcesy
Sukcesy w karierze klubowej
- Championnat la Ligue Professionnelle 1 – 2x, z Espérance Tunis, sezony 2016/2017 i 2017/2018
- Arabska Liga Mistrzów – 1, z Espérance Tunis, sezon 2017